# Dacus guineensis
Dacus guineensis är en tvåvingeart som beskrevs av Erich Martin Hering 1944. Dacus guineensis ingår i släktet Dacus och familjen borrflugor.
Artens utbredningsområde är Guinea. Inga underarter finns listade i Catalogue of Life.